# Jason Newsted
Jason Newsted, né le 4 mars 1963 à Battle Creek dans le Michigan, est un bassiste américain de thrash metal, membre de Metallica de 1986 à 2001.
Après avoir quitté Metallica, Newsted est membre des groupes de metal Echobrain et Voivod, (utilisant le pseudonyme Jasonic pour ce dernier) et tourne avec Ozzy Osbourne. Il dirige le groupe de heavy metal Newsted de 2012 à 2014. Newsted a été intronisé au Rock and Roll Hall of Fame en tant que membre de Metallica en 2009. 

## Biographie

### Enfance
Jason Curtis Newsted est né à Battle Creek, dans le Michigan. Il a deux frères aînés et une sœur cadette. La mère de Newsted enseigne le piano et l'un de ses frères joue de la trompette. Il est exposé à la musique dès son enfance, écoutant les collections de disques de ses frères aînés. Son premier instrument était une guitare, reçue à l'âge de 9 ans, mais il passe vite à la basse à 14 ans, après avoir écouté Gene Simmons de Kiss dont il est fan,. Jason ne joue qu'au mediator car, en apprenant la basse, il s'est abîmé les extrémités des doigts.

### Carrière
Après la mort accidentelle de Cliff Burton, Metallica se met à la recherche d'un nouveau bassiste. Newsted, qui fait partie du groupe Flotsam and Jetsam, apprend tout le répertoire en quelques jours, dans l'espoir de devenir le bassiste de son groupe préféré. Les candidats devant envoyer une fiche de renseignements, Newsted décida d'y rajouter le dossier de presse complet de Flotsam and Jetsam, dossier extrêmement fourni car Newsted avait un bon nombre de contacts dans beaucoup de fanzines à travers le monde. Le premier album de Flotsam and Jetsam avait d'ailleurs reçu la note historique de 6,5/5 dans le légendaire Kerrang!, magazine où officiait Ross Halfin, photographe de renom et attitré de Metallica durant 20 ans. Détail amusant, il y avait dans ce dossier une interview "express" avec les questions "bassiste préféré ?", "groupe préféré ?" et "guitariste préféré ?" auquel il aurait répondu "Steve Harris", "Megadeth" et "Dave Mustaine", ce dernier étant détesté d'une bonne partie du groupe, hormis Lars Ulrich qui supervisait les auditions. La légende dit que, lors des auditions, James lui demanda de choisir un morceau et de le jouer. Jason lui répondit de choisir lui-même.
Il intègre le groupe officiellement le 28 octobre 1986 , et jouera son premier concert officiel avec le groupe le 8 novembre 1986 au Country Club de Reseda en Californie.
Il enregistre Garage Days Re-Revisited (édition limitée), ...And Justice for All, Metallica (Black Album), Load, ReLoad, Garage Inc. et le grand concert S&M avec l'orchestre symphonique de San Francisco.
Il annonce publiquement le 17 janvier 2001 qu'il quitte Metallica.
La même année, il crée un groupe nommé Echobrain (succès fulgurant mais bref) et est ensuite engagé par Ozzy Osbourne. Bob Rock, producteur de Metallica, assure l'intérim du poste de bassiste sur St. Anger puis, en 2003, Metallica le remplace par Robert Trujillo.
De 2002 à 2005, il rejoint le groupe québécois Voivod, sous le pseudo de Jasonic.
Jason participe, en 2009, à un live à l'occasion de l'intronisation de Metallica au Rock'n Roll Hall of Fame.
À côté de la musique, Jason pratique également la peinture ; la galerie Micaëla, de San Francisco, lui consacre une exposition en 2010[réf. nécessaire].
Il participe à "whocares".
Fin 2012, Jason présente son nouveau groupe, portant son nom, Newsted ; il est accompagné du batteur Jesus Mendez Jr. et du guitariste Jessie Farnsworth.

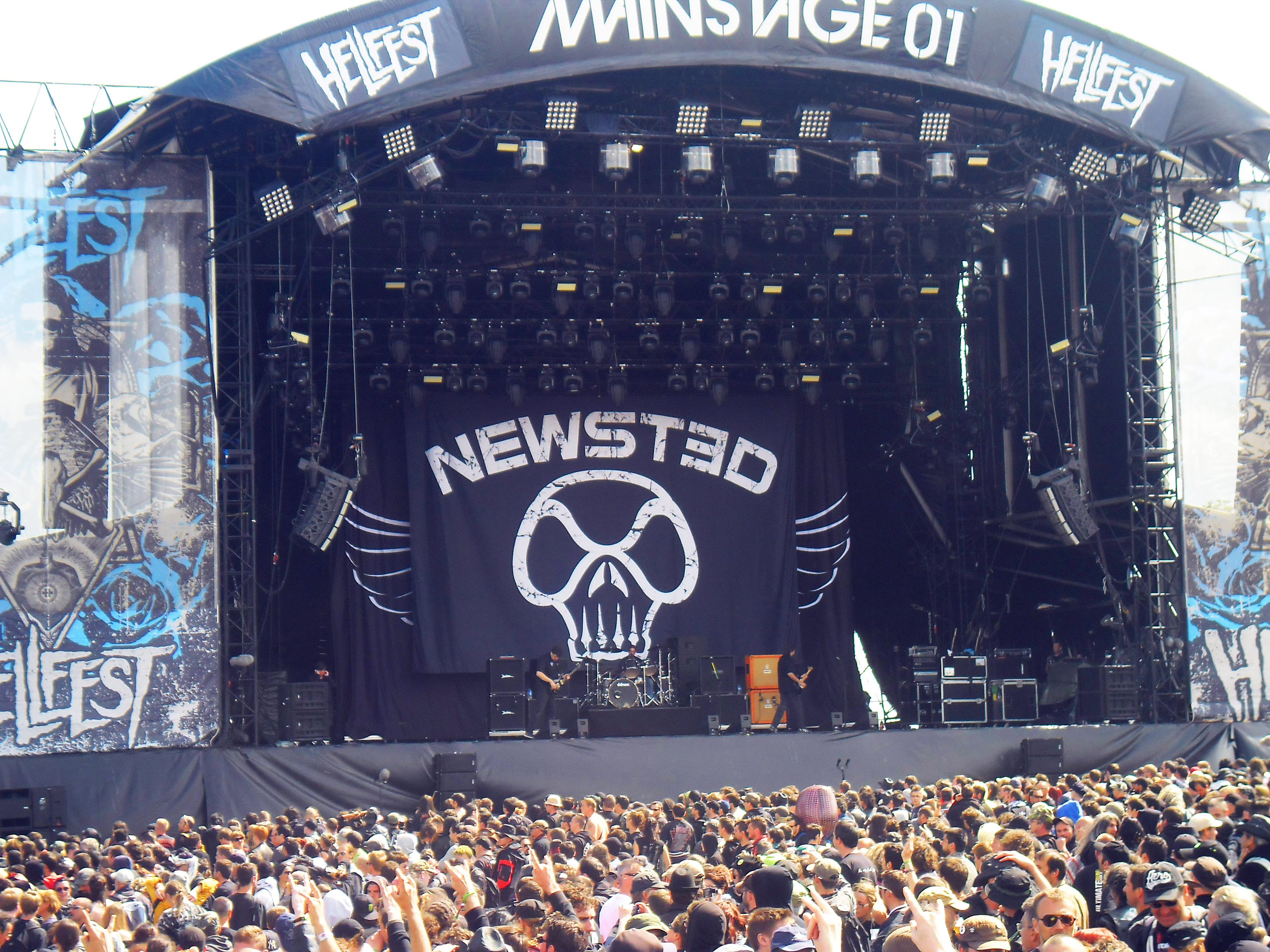
Newsted au Hellfest 2013

Puis, le 8 janvier 2013, Newsted sort son premier EP, intitulé, sobrement, Metal, constitué de quatre pistes : (dans l'ordre) "Soldierhead" , "Godsnake" , "King of the Underdogs" et "Skyscraper".
À l'occasion de la sortie du EP, Newsted part en tournée, et recrute un second guitariste pour jouer sur scène, Mike Mushok.

## Discographie

### Flotsam and Jetsam
- 1986: Doomsday for the Deceiver

### Metallica
- 1987 : Garage Days Re-Revisited
- 1988 : ...And Justice for All
- 1991 : Metallica
- 1993 : Live Shit : Binge & Purge
- 1996 : Load
- 1997 : ReLoad
- 1998 : Garage Inc.
- 1999 : S&M

### Sepultura
- 1998: Against - Hatred Aside

### IR8 vs Sexoturica
- 2003: OVP de Chophouse Records

### Papa Wheelie
- 2002: Unipsycho
- 2003: Live Lycanthropy

### Voivod
- 2003: Voivod
- 2006: Katorz
- 2009: Infini

### Echobrain
- 2002: Echobrain
- 2004: Glean (Producteur exécutif)

### Supernova
- 2006: Rockstar Supernova

### Newsted

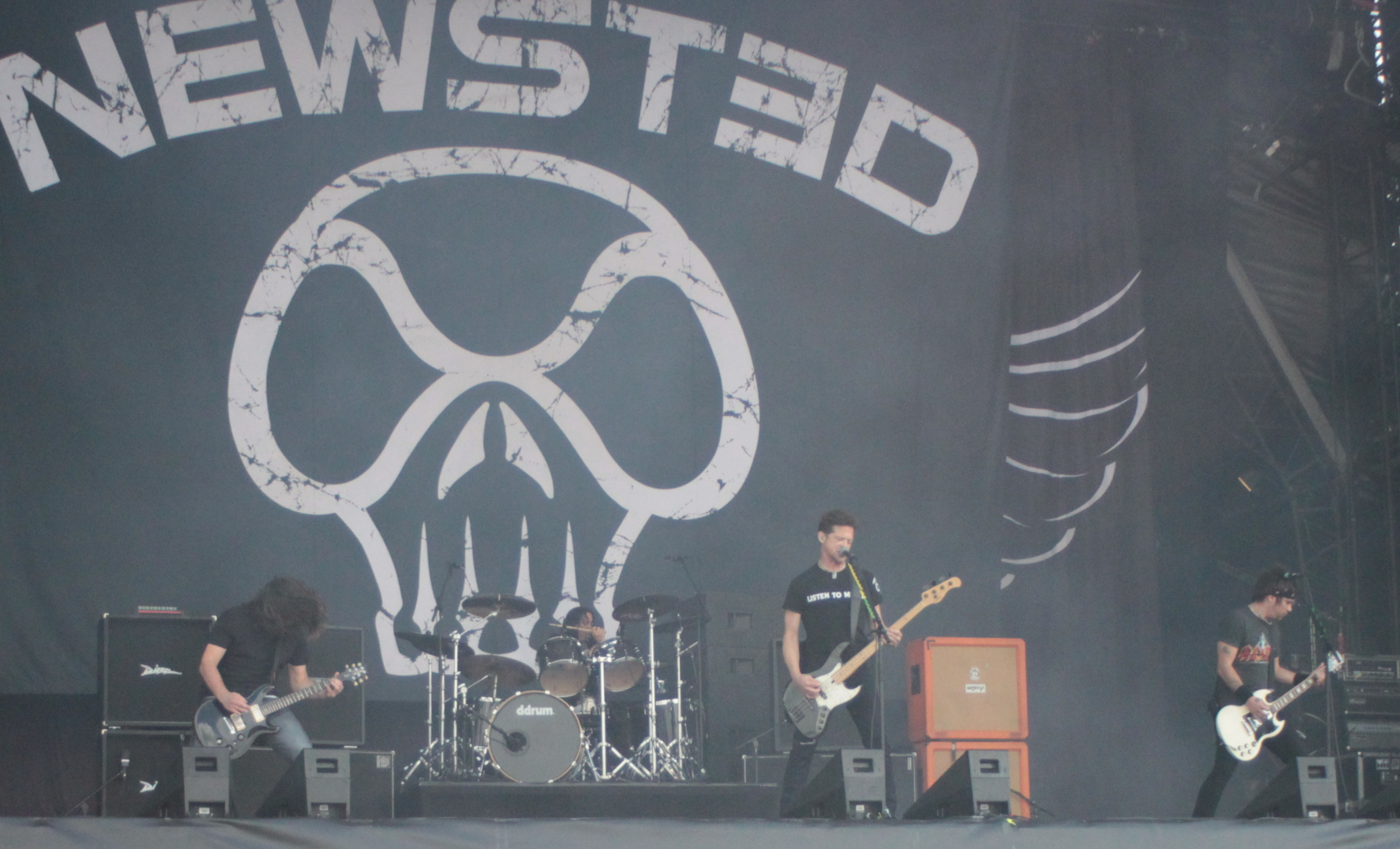
Le groupe Newsted au Hellfest 2013.

- 2013: Metal (EP)
- 2013: Heavy Metal Music

## Équipement[réf.nécessaire]
- Basse : Sadowsky Bass, different modèles ;
- Amplificateur : Ampeg svt 4pro, svt 810av, Mesa boogie box, Marshall vintage ;
- Effets : Big muff, Morley Power Wah Fuzz avec SansAmp Classic (Live at Seattle).